# 保卡爾科查湖
12°04′53″S 76°00′00″W / 12.08139°S 76.00000°W
保卡爾科查湖（Lake Paucarcocha），是秘魯的湖泊，位於該國中南部利馬大區，處於帕里亞卡卡山以南，在皮蒂科查湖和皮斯科科查湖之間，長6.5公里、寬0.87公里，海拔高度4,222米。